# Castello Ruffo di Amendolea
Il castello Ruffo di Amendolea, fortezza medievale situata nell'omonimo paese nel pieno centro di quella che è conosciuta come l'area grecanica della provincia di Reggio Calabria, sorgeva in un ruolo altamente strategico, in quanto la valle della fiumara Amendolea costituiva in epoca storica il confine tra Locri e Reggio.

## La storia
Le sue origini sono normanne; La fondazione del castello si attribuisce solitamente a Riccardo di Amendolea, un normanno, anche se è presumibile che la sua realizzazione sia avvenuta in più fasi diverse ad opera dei vari popoli che hanno dominato la zona durante il Basso Medioevo.
Certa è la presenza del castello in epoca normanna, come si evince da studi circa le tecniche di costruzione degli elementi più antichi.
Dall'analisi delle mura, mostranti un vero e proprio martellamento, si ha conferma che il castello fu coinvolto nel XIII secolo nell'opera di abbattimento dei castelli ordinata da Federico II di Svevia nel 1230.
Successivamente ristrutturato, nei secoli seguenti il castello fu coinvolto nelle lotte di potere fra nobili famiglie locali, cambiando spesso proprietario. Fra tali famiglie ricordiamo la famiglia Amendolea, da cui ebbe nome il paese sottostante il castello, e la famiglia Ruffo, che acquistò il feudo nel 1624 mantenendone il possesso sino al 1806, anno in cui ebbe fine l'età feudale. Vengono ricordati per i numerosi fatti d'arme che si verificarono durante il '600, tre baglivi della famiglia Ruffo (A. Rebuffo, F. Polistena, G. Sangallo). I baglivi erano dei fiduciari che amministravano il feudo per conto della famiglia feudataria. I Baglivi si comportavano come veri signori commettendo a volte gravi abusi dato che la famiglia feudataria esigeva solo un'entrata annua, erano circondati da sgherri (bravi) specialmente albanesi ma a volte anche saraceni con i quali mantenevano il controllo del territorio.
Del castello oggi non rimangono che pochi resti: le mura di perimetro, una torre e quella che un tempo doveva essere una cappella in cui i circa 300 abitanti del castello si recavano a pregare.

## Edificio
Al castello si arriva tramite una lunga scalinata che parte dalla vicina strada asfaltata, realizzata solo in tempi molto recenti. All'ingresso, sulla parte destra si trova un'enorme stanza che un tempo fungeva da cisterna per l'acqua, bene indispensabile che non era molto semplice procurarsi, anche se la portata della vicina Amendolea era decisamente superiore a quella di oggi. La parte centrale del castello era occupata da una grande aula, il cui pavimento è oggi occupato da erba e rocce; sul muro che guarda verso est resistono ancora tre grandi finestre vicino alle quali erano collocate delle nicchie che ospitavano le sentinelle. Da qui, le guardie potevano avvistare i nemici molto prima che arrivassero sino in cima al castello ed avevano così il tempo di avvertire la popolazione. Intorno a questa enorme aula svettano alcune torri, una delle quali presenta una curiosa particolarità: ha l'ingresso non al pianterreno, bensì al primo piano, e vi si accedeva tramite un ponte levatoio. Tale meccanismo fu ideato per evitare le incursioni nella torre da parte dei nemici. Più a sud si trovano le abitazioni di quella che una volta era la comunità dell'Amendolea e l'edificio religioso più importante del luogo: la chiesa protopapale. Al suo interno sono avvenute importanti scoperte, quali un bassorilievo venuto alla luce negli anni novanta ed una statuetta raffigurante la Madonna. La piccola opera scultorea era però priva di testa e al suo posto ne era stata ricreata una rivolta verso sinistra; dopo alcuni anni è stato ritrovato il capo originale, rivolto a destra, e la statua, attribuita presumibilmente all'artista siciliano Antonello Gaggini, è oggi conservata nella nuova chiesa dell'Amendolea, quella di Sant'Annunziata.
I muri del castello sono fatti di una pasta di zolfo e ferro bolliti, presenti nelle rocce su cui l'edificio sorge. Il loro vantaggio è che, più il tempo passa, più rimangono compatti, anche se il terremoto del 1783 e quello del 1908 e gli assalti dei nemici hanno provocato ampie ferite alla struttura del castello.